# Iqrit
Iqrit of Ikrit (Arabisch إقرت) is een Arabisch-christelijk dorp, 25 kilometer ten noordoosten van Acre, niet ver van de grens met Libanon in het noorden van Galilea in de huidige staat Israël. Tot 1948 was het dorp gelegen in Palestina toen het op 31 oktober 1948 door het Israëlische leger veroverd werd en verwoest, waarna het grondgebied bij de nieuwe staat Israël werd getrokken. De naam van het dorp is alleen nog gekoppeld aan de Heilige Mariakerk en de begraafplaats. 

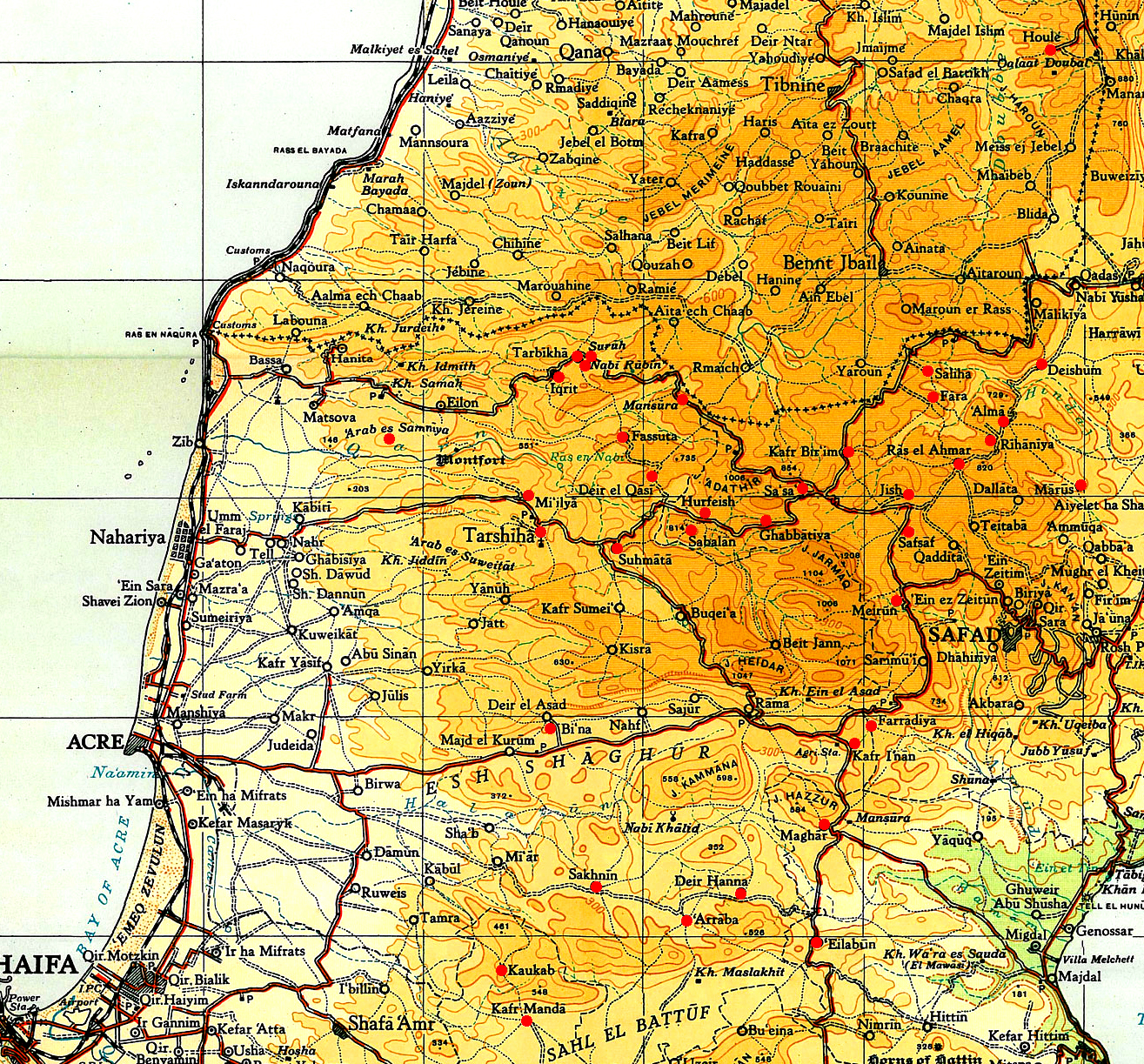
Palestijnse dorpen, veroverd gedurende Operatie Hiram van 29 oktober-2 november 1948

1 november 1948

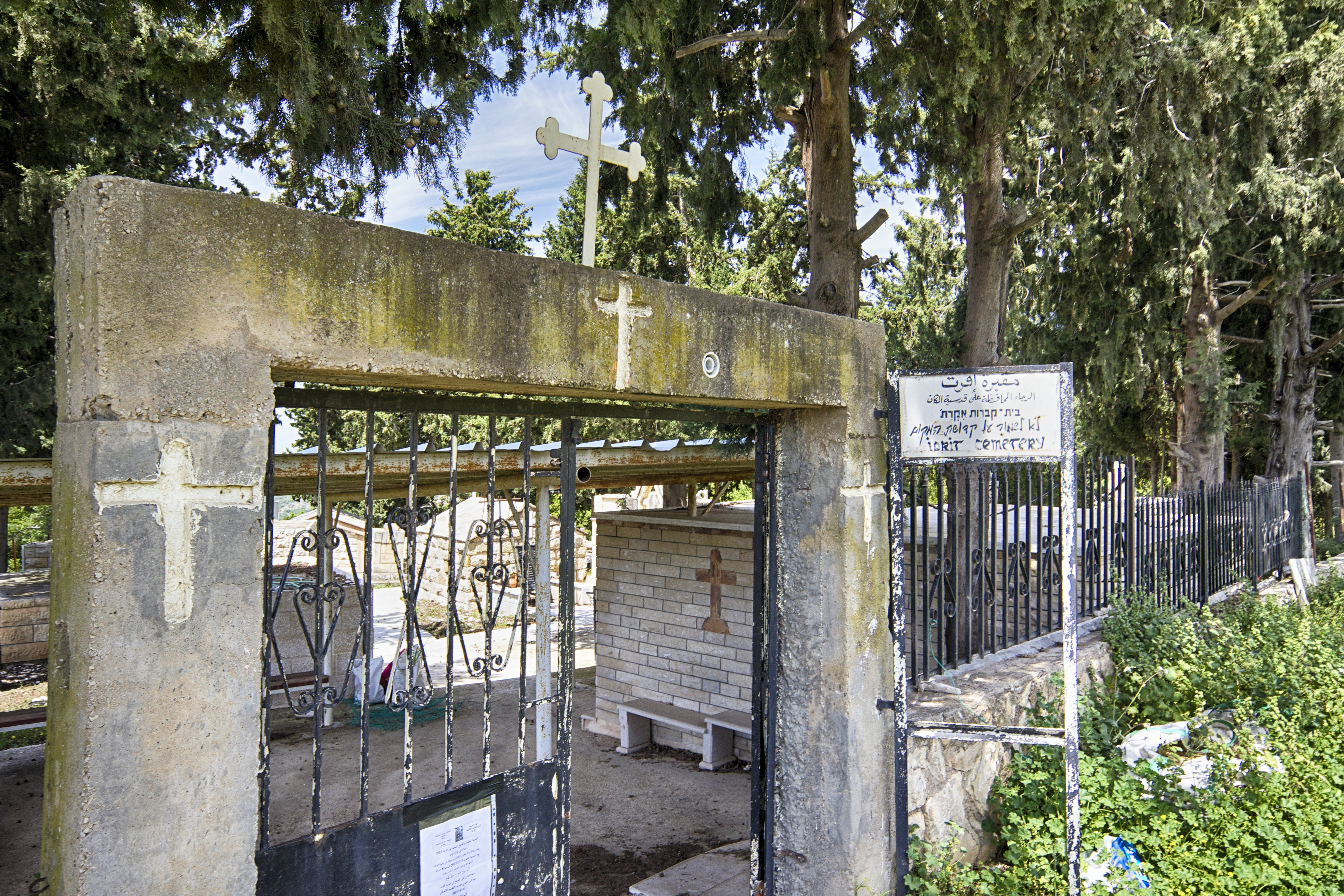
De begraafplaats van Iqrit (2013)

In het Verdelingsplan voor het Mandaatgebied Palestina van 29 november 1947 (Resolutie 181 Algemene Vergadering Verenigde Naties) zou dit dorp in de Arabische staat komen te liggen, evenals de nabijgelegen dorpen waaronder Kafr Bir'im (Biram). In de Arabisch-Israëlische Oorlog van 1948 werd het gedurende Operatie Hiram zonder slag ingenomen door het Israëlische defensieleger (IDF). De inwoners werden vervolgens verbannen met de belofte dat ze na vijftien dagen mochten terugkeren. Hiervoor kregen ze echter nooit toestemming.
Drie jaar later, in 1951, na een uitspraak van het Israëlische Hooggerechtshof dat de bewoners mochten terugkeren, werd op kerstavond van dat jaar het gehele dorp door het IDF met de grond gelijk gemaakt. Alleen de Heilige Mariakerk en de begraafplaats van Iqrit bleven over. Het grondgebied van het dorp werd later bij de nieuw gevormde staat Israël gevoegd.
De bewoners en hun afstammelingen wonen sinds 1948 in een 'buitenpost' bij het dorp en mogen anno 2016 nog steeds niet terugkeren. Alle pogingen tot opbouw of beplanting in het dorp worden door de Israëlische Land Administratie tenietgedaan. Ook de Palestijnen uit Kafr Bir'im (onder andere Elias Chacour), is het verboden hun dorp te betreden.